# Eugène Arichero
Eugène Arichero (22 mei 1931) is een voormalig Surinaams politicus. Hij is het eerste inheemse parlementslid van Suriname.

## Biografie
Arichero deed aan de parlementsverkiezingen van 1973 mee voor de Nationale Partij Kombinatie (NPK) / Nationale Partij Suriname (NPS). Nadat het kabinet werd gevormd, viel onder meer de zetel in de Staten vrij van Willy Soemita, die minister van Landbouw, Veeteelt en Visserij werd. Arichero nam zijn zetel over en werd daarmee de eerste inheemse Surinamer met zitting in het nationale parlement. Op 26 januari 1974 werd hij in inheemse kleding beëdigd in het parlement, in bijzijn van meerdere inheemse kapiteins. Hij trad als 290e Statenlid aan, 290 jaar nadat gouverneur Van Sommelsdijck vrede sloot met de inheemsen. In zijn dankwoord sprak hij uit dat hij zou meewerken aan de Surinaamse onafhankelijkheid, wat met applaus op de tribune werd ontvangen. Enkele maanden later nam hij ook zitting in de Koninkrijkscommissie.
Arichero voerde de lijfspreuk Met onderwijs komt het verstand, wat het Platform voor Eenheid en Solidariteit voor Alliantie en Vooruitgang bij de oprichting in 2015 inspireerde in het streven naar een betere toegang voor inheemsen in het secundair en hoger onderwijs.